# Carl Fredrik Fallén

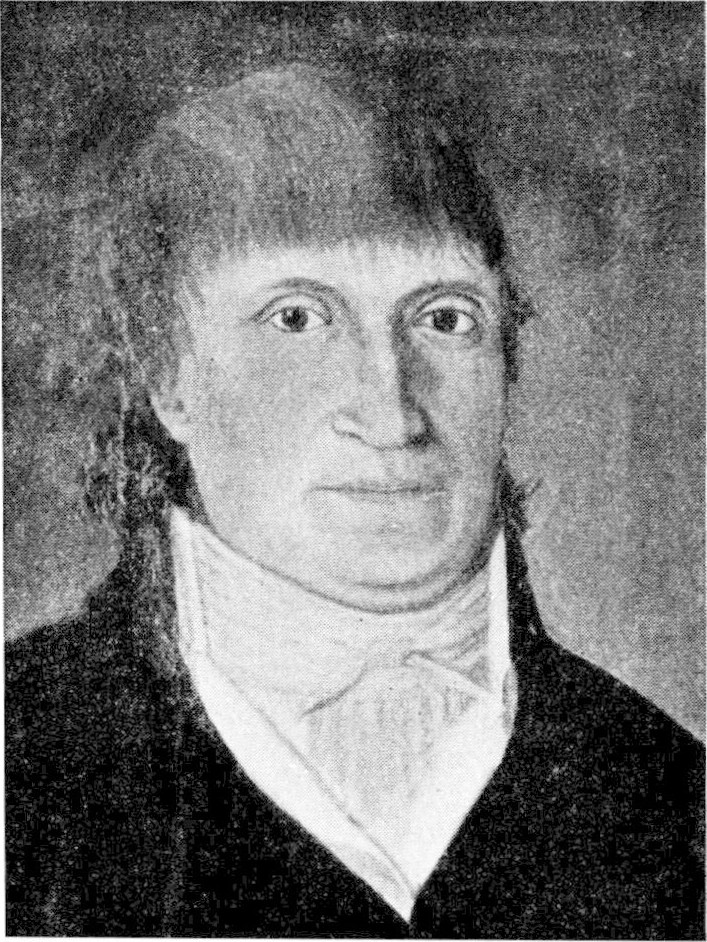
Carl Fredrik Fallén; Gemälde eines unbekannten Künstlers, Universität Lund

Carl Fredrik Fallén (* 22. September 1764 in Kristinehamn; † 26. August 1830 in Lund) war ein schwedischer Entomologe und Professor für Naturgeschichte.
Fallén schrieb sich 1783 in Uppsala als Student ein und 1786 auch in Lund. Er erhielt 1790 sein Magisterexamen und wurde 1792 in Lund Dozent für Biologie und Ökonomie. 1810 erhielt Fallén den Aufgabenbereich eines Professors und kurz darauf wurde sein Lohn dementsprechend angepasst. Die offizielle Beförderung zum Professor für Naturgeschichte fand 1812 statt, womit er seinem Lehrer Anders Jahan Retzius im Amt nachfolgte. Fallén war der Erste in einer Reihe bedeutender Entomologen der Universität in Lund und von vielen seiner Kollegen wird er als der Gründer der dortigen entomologischen Sammlung angesehen. Von 1818 bis 1819 war er Rektor der Hochschule. Ab 1810 war Fallén gewähltes Mitglied der Königlich Schwedischen Akademie der Wissenschaften, die 1855 ihm zu Ehren eine Gedenkmedaille prägen ließ. Er veröffentlichte 81 wissenschaftliche Werke, hauptsächlich über Insekten, und lieferte eine Vielzahl an Beiträgen für die Zeitschrift der Wissenschaftsakademie.